# Franciszek Murawski
Franciszek Murawski (ur. 19 października 1905 w Goszynie, zm. 25 czerwca 1980 w Pelplinie) – polski działacz ludowy, poseł na Sejm PRL I, III, IV i V kadencji. Budowniczy Polski Ludowej.

## Życiorys
Syn Franciszka i Marii. Miał wykształcenie podstawowe, z zawodu był rolnikiem. W 1939 brał udział w wojnie obronnej. W 1946 wstąpił do Stronnictwa Ludowego i został prezesem jego koła w Kulicach. Także w latach 1946–1949 pełnił tę funkcję w tamtejszym kole „Samopomocy Chłopskiej”. W 1949 wraz z SL przystąpił do Zjednoczonego Stronnictwa Ludowego (zasiadał początkowo w prezydium Wojewódzkiego Komitetu Wykonawczego tej partii, kierował też do 1950 jej powiatowymi strukturami w Tczewie), zakładał Rolniczą Spółdzielnię Produkcyjną „Przyszłość” w Kulicach (której do 1959 był przewodniczącym) i został prezesem Zarządu Gminnego Związku Samopomocy Chłopskiej w Pelplinie, którym był do 1952. W latach 1950–1973 zasiadał w centralnych władzach ZSL, m.in. od grudnia 1950 do czerwca 1954 w prezydium Naczelnego KW. Przewodniczył Radzie Wojewódzkiej Związku Spółdzielni Rolniczych „SCh” i Produkcyjnych w Gdańsku.
W latach 1948–1952 był radnym Powiatowej Rady Narodowej w Tczewie, a od 1949 do 1951 ponadto Wojewódzkiej Rady Narodowej w Gdańsku. W 1952 wybrany w skład Sejmu PRL I kadencji z okręgu Gdańsk, był członkiem Komisji Rolnictwa. W 1961 po pięcioletniej przerwie powrócił do Sejmu z okręgu Tczew, reelekcję uzyskiwał w 1965 i 1969 w tym samym okręgu. We wszystkich trzech kadencjach zasiadał w Komisji Rolnictwa i Przemysłu Spożywczego.
Został pochowany na cmentarzu komunalnym w Pelplinie.

## Odznaczenia
- Order Budowniczych Polski Ludowej (1979)[2]
- Order Sztandaru Pracy II klasy (1955)[3]
- Medal 10-lecia Polski Ludowej (1955)[4]
- Odznaka 1000-lecia Państwa Polskiego (1966)[5]